# Fort Czarnów
Fort Czarnów – wybudowany w latach 1887–1890 o powierzchni 10,34 ha. Jeden z czterech fortów Twierdzy Kostrzyn. Pozostałe to: Fort Gorgast, Fort Sarbinowo przy ul. Sportowej w Kostrzynie i Fort Żabice.
W założeniu, forty miały chronić twierdzę główną, jednak rozwój techniki militarnej nastąpił tak szybko, że straciły one swój strategiczny cel zanim ostatecznie oddano je do użytku. Do I wojny światowej, oświetlane były lampami naftowymi, a komunikację ze światem przewidywano za pomocą gołębi pocztowych. Forty zbudowano z cegły, posiadały także wały ziemne dla artylerii i dolne dla piechoty.